# Literatura en friulano
La literatura en Friulano se refiere a la literatura propia de la región de Friuli-Venecia Julia, región que se encuentra en el noreste de Italia y cuya literatura está escrita en el idioma friulano, una de las lenguas reconocidas como oficiales según la Ley 482/1999 por el Estado italiano.
Las primeras formas poéticas en friulano fueron datadas en el siglo XIV, pero el surgimiento de una verdadera literatura friulana se sitúa en el siglo XIX, cuando Friul, después del Congreso de Viena, pasó a manos del Imperio austrohúngaro. Hay varias causas de este desarrollo tardío: en primer lugar, la lengua de la administración nunca había sido el friulano, sino el latín, parcialmente el alemán en el Patriarcado de Aquilea e italiano mezclado con el veneciano en el período de la Serenísima República. Además, en Friul no se formó nunca una burguesía que pudiera desarrollar un interés hacia la literatura y que hubiese permitido el desarrollo de la lengua regional. En el siglo XVI, por ejemplo, aparecen pocas obras en friulano, sobre todo inspiradas en las poesías de Francesco Petrarcade ese período destaca Nicolò Morlupìn de Venzone (1128-1170) y Girolamo Biancone de Tolmezzo. Hasta el Siglo XIX no se difundió ni se imprimió ninguna obra en friulano, por lo que la literatura friulana quedó relegada a las clases sociales privilegiadas.

## SigloXVII
En ese período los autores más importantes fueron Eusebio Stella originario de una familia noble de Spilimbergo (1602-1671) que componía poemas goliardescos encentrados sobre el tema del amor; el conde Ermes de Coloredo (1622-1699) que se recuerda por el uso de la koinè udinese que llegará a ser la variante literaria de excelencia y es la base del friulano estándar de hoy. Ermes fue educado a la corte de los Medici de Florencia, después participó a la Guerra de los 30 años, trabajó al servicio de Venecia y de Leopoldo I de Habsburgo, y después volvió a su pequeña patria en los últimos años de su vida, donde se dedicó a la poesía amorosa.

## SigloXVIII
En ese período la literatura friulana tocó el punto más bajo de su historia, probablemente por la gran influencia de la ciudad de Venecia en Udine, centro principal. La publicación, en 1742, del primero Strolic, un género típicamente friulano que tendrá mucho éxito desde entonces, contenía novelas, pequeñas poesías, refranes y consejos sobre la agricultura.

## SigloXIX
La primera mitad del siglo fue una continuación de las tendencias del siglo precedente. El autor principal, que es también uno de los más importantes en absoluto, fue Pietro Zorutti (1792-1867), su poética es llana y lejana del Romanticismo en boga en aquellos años, su expresión preferida fue la del strolic, publicó cada año desde 1821 hasta 1867 los famosos Strolics furlans. Su poema más famoso es Plovisine compuesto en 1833. Durante su vida ya tenía popularidad y muchos fueron los que lo imitaron. Resultados interesantes en los strolics fueron los de Antonio Broili (1796-1876).
En la segunda mitad del siglo un papel importante fue detenido por la ciudad de Gorizia donde el sentido de friulanidad era diferente por la pertenencia al Imperio Arbúrgico y el ambiente de referencia era el de la Mitteleuropa.
El uso del friulano se amplió a los sectores de las ciencias aplicadas con buenos resultados como se puede ver en el strolic Il me paîs. Strenna popolâr pal 1855 de Federico de Comelli (1826-1892). 
Un acontecimiento importante, aunque sea ocurrido en retraso con respecto a las otras lenguas europeas, fue la publicación del primero diccionario de la lengua friulana, escrito por Jacopo Pirona junto a su nieto Giulio Andrea (1871); en 1873 salió el estudio del lingüista Graziadio Isaia Ascoli que fue la base de todos los estudios sobre la lengua friulana, del ladino y del retro-romance (la así llamada Questione ladina).
En fin tenemos que nominar a Caterina Percoto una de las mayores poetisas italianas que pero ha dejado pocas obras en esa lengua, dedicadas sobre todo a las tradiciones populares.

## SigloXX
Al empezar los 1900, las vanguardias que florecen en muchos lugares de Europa son lejanas, a causa de la difícil situación política: la solicitud de autonomía por la región no obtiene éxito, y todo se complica con la salida al poder de Benito Mussolini, el cual promueve la naturaleza italiana del Friuli, frontera oriental de Italia. En 1933 el régimen prohíbe todas las publicaciones en lengua madre. De esa primera parte del siglo se señalan Vittorio Cadel (1884 - 1917), autor de poemas con fondo sensual, que esconden un profundo sentido de abatimiento y desesperación; Ercole Carletti (1877 - 1946) de Údine, que compuse obras en estilo crepuscolâr, y Celso Cescut. Un ejemplo aislado de temáticas políticas y civiles se encuentra en las obras Rimis furlanis de Giovanni Minut, de 1921; el autor nacido a Visco en 1895, tenía que escapar a Uruguay a causa de su oposición al régimen fascista y murió en 1967.
En la zona de Gorizia es importante Delfo Zorzut de Cormons, autor de muchas colecciones de historias cortas (La furlane, Sturiutis furlanis); unió también obras populares y tradicionales logrando mantener vivo el interés hacia la lengua.
La experiencia más importante y famosa del siglo XX fue la Academiuta di lenga furlana, creada por Pier Paolo Pasolini; unió un grupo de escritores y poetas a su alrededor, con el intento de descubrir la poética friulana y traer la lengua lejos de las tendencias de Pietro Zorutti, que tenía todavía mucho éxito en el público, pero estaba fuera de los tiempos modernos. Además que Pasolini se señalan a Domenico Naldini (su primo) y Riccardo Castellani; esa experiencia fue abandonada porque Pasolini se fue de Friuli, y nacieron polémicas entre el friulano de Concordia Saggittaria y el friulano udinese.
Después de la Segunda Guerra Mundial salieron otros autores, por ejemplo Franco de Gironcoli de Gorizia que estudió los poemas de Ermes di Colorêt y el vocabolari Pirona, de donde empezó para componer, de 1944 hasta hoy en día, varias poesías que tratan sobre el tema del pasar del tiempo. Un duro trabajo de recogida y análisis, para ayudar la promoción y la estandarización del friulano fue llevada adelante por el cura Josef Marchet, autor del primero tentativo de gramática friulana (Lineamenti di grammatica friulana); publicó en 1950 la antología "Risultive", donde se encuentran muchos poesías de poetas emergentes de ese período, por ejemplo Novella Cantarutti de Spilimbergo, Dino Virgili, autore del romance L'aghe dapit la cleve y Lelo Cjanton. Se señala en los años setenta el grande éxito de la traducción en friulano por la Societât Filologjiche Furlane (1971) del romance italiano de Carlo Sgorlon «Il vento nel vigneto» (1960), titulado «Prime di sere».